# Farkas-lemma
A Farkas-lemma a lineáris programozás fontos tétele, amelynek sokféle alakja van. A Fredholm-alternatíva általánosításának is tekinthető. Farkas Gyula magyar matematikus-fizikus dolgozta ki és publikálta 1902-ben. Harold W. Kuhn és Albert W. Tucker amerikai matematikusok fél évszázad elteltével, 1950-ben ismerték fel a lemma jelentőségét, amely a lineáris optimalizáláselmélet egyik alaptétele lett.

## Standard alak
Legyen adva egy {\displaystyle A} mátrix, és egy vele dimenziók szerint összeillő {\displaystyle b} vektor. Ekkor
- az {\displaystyle \{Ax=b}, {\displaystyle x\geq 0\}} primál
- és az {\displaystyle \{yA\geq 0}, {\displaystyle yb<0\}} duál

rendszerek közül pontosan az egyik oldható meg.

### Bizonyítás
Mindkét rendszer nyilván nem oldható meg, hiszen akkor az {\displaystyle x,\,y} megoldásokra az {\displaystyle 0\leq (yA)x=y(Ax)=yb<0} ellentmondást kapnánk. Ha a primál rendszernek nincs megoldása, akkor a {\displaystyle \{Ax:x\geq 0\}} generált kúpnak megfelelő metszetkúp nem tartalmazza {\displaystyle b}-t, azaz {\displaystyle b} nincs benne kúpot definiáló homogén félterek metszetében. Ez csak úgy lehetséges, ha {\displaystyle b} legalább az egyik ilyen féltérben nincs benne. A féltér a kúp minden elemét tartalmazza, így {\displaystyle A} oszlopait is. Ezen féltér {\displaystyle y} normálisa megoldja a duál rendszert, ugyanis az előbbiek szerint {\displaystyle yA\geq 0} és {\displaystyle yb<0}.

## Néhány  további alak
A tételt sokféle alakban használják. Ezek mindegyike levezethető a standard alakból.
Mindegyikben a primál feladat akkor és csak akkor oldható meg, ha nincs duál megoldás.
- {\displaystyle \{Ax=b,\,x\geq 0\}} primál és {\displaystyle \{yA\leq 0,\,yb=-1\}} duál
- {\displaystyle Qx\leq b} primál és {\displaystyle \{y\geq 0,\,yQ=0,\,yb=-1\}} duál
- {\displaystyle \{Bx\leq b,\,x\geq 0\}} primál és {\displaystyle \{y\geq 0,\,yB\geq 0,\,yb=-1\}} duál

Bonyolultabb alakok:
- {\displaystyle \{Px=b_{0},\,Qx\leq b_{1}\}} primál és {\displaystyle \{y_{0}P+y_{1}Q=0,\,y_{1}\geq 0,\,yb=-1\}} duál, ahol {\displaystyle b=(b_{0},b_{1})} és {\displaystyle y=(y_{0},y_{1})}.
- {\displaystyle \{Px_{0}+Ax_{1}=b,\,qx_{1}\geq 0\}} primál és {\displaystyle \{yP=0,\,yA\geq 0,\,yb=-1\}} duál, ahol {\displaystyle x=(x_{0},x_{1})}

## Általános alak
A Fredholm-alternatíva és a Farkas-lemma közös általánosítása:
- {\displaystyle \{Px_{0}+Ax_{1}=b_{0},\,Qx_{0}+Bx_{1}\leq b_{1},\,x_{1}\geq 0\}} primál és {\displaystyle \{y_{0}P+y_{1}Q=0,\,y_{0}A+y_{1}B\geq 0,\,y_{1}\geq 0,\,yb=-1\}} duál, ahol {\displaystyle x=(x_{0},x_{1})}, {\displaystyle b=(b_{0},b_{1})} és {\displaystyle y=(y_{0},y_{1})}.

## Balról szorzós alak
Az {\displaystyle \{y_{0}P+y_{1}Q=c_{0},\,y_{0}A+y_{1}B\geq c_{1},\,y_{1}\geq 0\}} primál rendszer akkor és csak akkor oldható meg, ha a {\displaystyle \{Px_{0}+Ax_{1}=0,\,Qx_{0}+Bx_{1}\leq 0,\,x_{1}\geq 0,\,c_{0}x_{0}+c_{1}x_{1}\geq 0\}} duál rendszernek nincs {\displaystyle x=(x_{0},x_{1})} megoldása.

## Alkalmazások
A tétel segítségével bizonyítható például:
- a lineáris és a logikai következmények tétele
- két diszjunkt poliéderhez mindig van őket szigorúan elválasztó hipersík
- Carathéodory-elv
- Helly tétele
- Kirchberger tétele
- sztochasztikus mátrix transzponáltjának egyik sajátértéke az 1 szám
- a dualitástétel